# Şafak Pavey

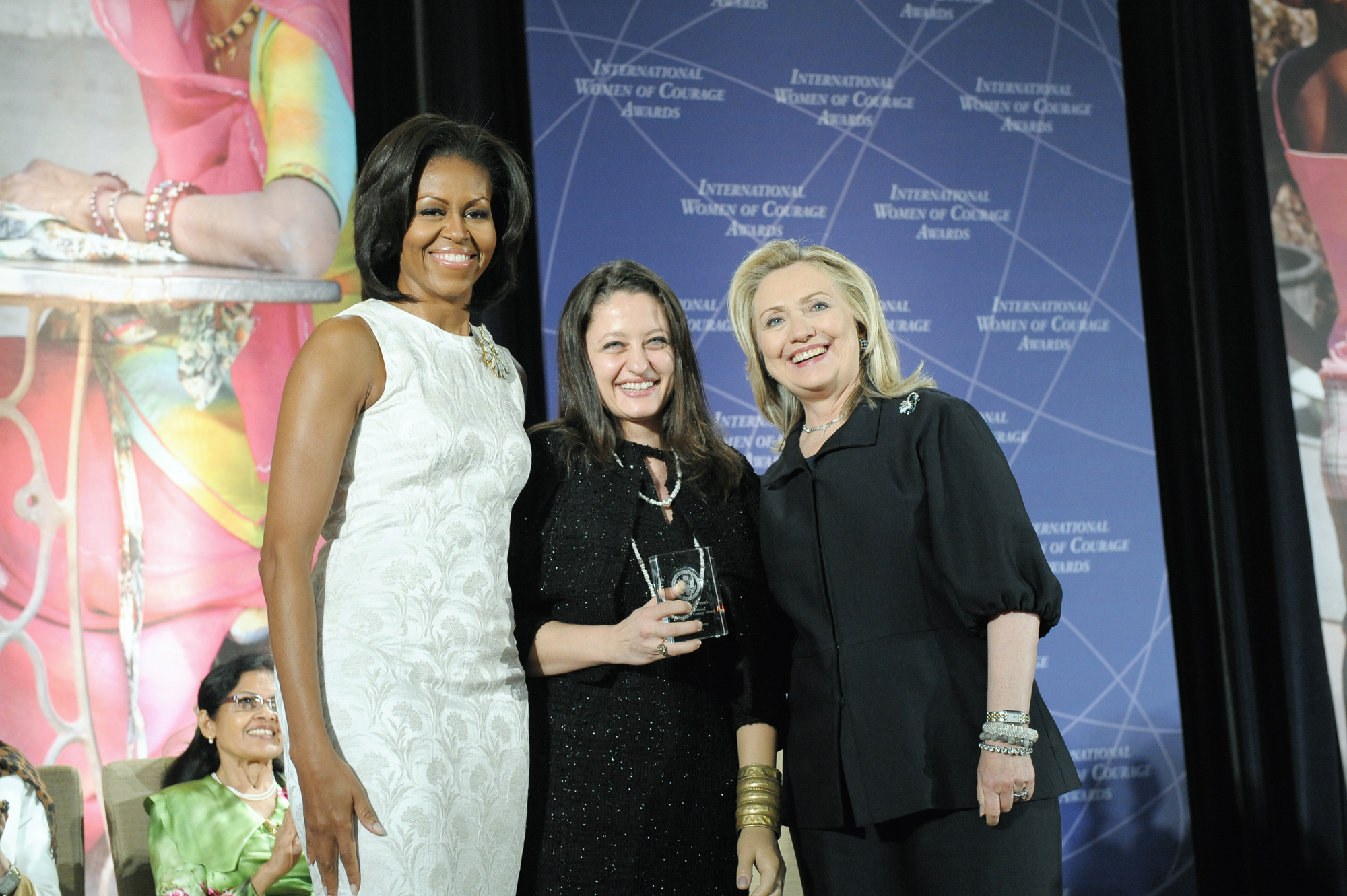
Şafak Pavey (Mitte) mit Michelle Obama und Hillary Clinton bei der Zeremonie zum International Women of Courage Award 2012

Şafak Pavey (* 10. Juli 1976 in Ankara) ist eine türkische Diplomatin, Kolumnistin und Politikerin. Sie war Abgeordnete für Istanbul in der Großen Nationalversammlung als Mitglied der oppositionellen Republikanischen Volkspartei (CHP). Sie war die erste behinderte Frau, die je in ein türkisches Parlament gewählt wurde, und ist Mitglied des „Komitees der Vereinten Nationen über die Rechte von Personen mit Behinderungen“. 2012 wurde Pavey mit dem International Women of Courage Award des Außenministeriums der Vereinigten Staaten ausgezeichnet.

## Herkunft und Bildung
Şafak Pavey wurde als Tochter von Şahin und Ayşe Önal geboren, einer wohlbekannten Journalistin und Schriftstellerin. Im Jahre 1994 zog Pavey mit ihrem Ehemann in die Schweiz, um Kunst- und Filmwissenschaften zu studieren. 1996 verlor Pavey bei einem Zugunfall in Zürich ihren linken Arm und ihr linkes Bein. Ein Jahr später ging sie nach London, um ihrer Universitätsbildung nachzugehen. Sie studierte Internationale Beziehungen an der Westminster-Universität und vollendete ihr Post-Graduate-Studium an der Londoner Schule der Ökonomie.
In einem Interview mit der türkischen Tageszeitung Cumhuriyet gab Pavey an, dass Deniz Gezmiş ein Cousin mütterlicherseits gewesen sei.

## Karriere
Pavey diente dem Hohen Flüchtlingskommissariat der Vereinten Nationen (UNHCR) und war verantwortlich für auswärtige Beziehungen sowie humanitäre Hilfe in Staaten wie Algerien, Ägypten, dem Iran, dem Libanon und Syrien. Sie arbeitete als Sprecherin des UNHCR für Mitteleuropa in Ungarn und später als Leiterin des Körperschaftssekretariats des Menschenrechtsvertrages beim Hochkommissar für Menschenrechte.
Sie war Kolumnistin für die in Istanbul basierende zweisprachige armenisch-türkische Wochenzeitung Agos und schrieb mehr als drei Bücher. Sie führte auch gemeinsame Projekte mit der Harvard-Universität, der Royal Academy of Arts in London und dem Norwegian Design Council durch. Das Buch 13 Numarali Peron („Plattform Nummer 13“), welches die Erfahrung des Zugunfalls erzählt und zusammen mit ihrer Mutter Ayşe Önal geschrieben wurde, wurde zu einem Bestseller in der Türkei. Sie arbeitete auch mit der Schriftstellerin und Friedensnobelpreisträgerin Schirin Ebadi für das Buch „Refugee Rights in Iran“ zusammen.
Nachdem sie fünfzehn Jahre im Ausland gelebt hatte, kehrte Pavey 2011 in die Türkei zurück und trat für einen Parlamentssitz in der Großen Nationalversammlung der Türkei an. Sie wurde 2012 als Mitglied der Republikanischen Volkspartei zur Abgeordneten für die Provinz Istanbul gewählt, was sie zur ersten behinderten Abgeordneten des türkischen Parlaments machte. Als Teil ihrer parlamentarischen Arbeit ist sie auch Mitglied des Türkei-EU-Beitrittsausschusses, des Gemischten EU-Türkei-Parlamentskomitees, des Euro-Mediterranen Parlamentsausschusses für die Mittelmeerunion, des Euro-Med-Subkomitees über Energie, Wasser und Umwelt, sowie Vizevorsitzende der Türkischen Parlamentarischen Freundschaftsgruppe mit Südkorea und Norwegen. Sie wurde zu einer stellvertretenden Vorsitzenden der CHP ernannt, verantwortlich für Umwelt- und Sozialpolitik.
Am 25. September 2017 kündigte sie aufgrund von Gesundheitsproblemen ihren Rücktritt an.

## Ehrungen und Auszeichnungen
- International Women of Courage Award des Außenministeriums der Vereinigten Staaten.[3]
- Outstanding Young Person of the World Award vom Junior Chamber International.[12]